# Občina Štore
Občina Štore so ena od občin v Republiki Sloveniji z okoli 4.500 prebivalci s središčem v Štorah. Nastala je leta 1994 z izločitvijo iz občine Celje. Leži med Celjem in Šentjurjem, ob reki Voglajni in ob glavni cesti, ki iz Celja pelje v Posotelje in na Kozjansko. Občina ima samo eno samo krajevno skupnost, KS Svetina, ki ima sedež na Svetini.

## Naselja v občini
Draga, Javornik, Kanjuce, Kompole, Laška vas pri Štorah, Ogorevc, Pečovje, Prožinska vas, Svetina, Svetli Dol, Šentjanž nad Štorami, Štore